# Zmatek na Parnasu
Zmatek na Parnasu (též překládáno jako Poplach na Parnasu, Vzbouření na Parnasu, v italském originále Il Parnaso confuso, též psáno Il Parnasso confuso) je patrně prvním hudebně dramatickým českého skladatele Josefa Myslivečka na libreto italského básníka Pietra Metastasia.

## Žánrové zařazení
Při obou novodobých provedeních (Litomyšl 1999, Český Krumlov 2010) byl Zmatek na Parnasu označován za "operu", jak jej uváděla i M. S. Šagiňanová. R. Pečman a po něm i M. Rossi-Žáčková jej označují za "operu-kantátu", nejnověji D. E. Freeman a S. Bohadlo hovoří o kantátě resp. dramatické kantátě. Pozdější opisy z kláštera v Oseku jej označují jako "cantata a quattro" (kantáta pro čtyři hlasy) nebo "opera Itala" (italská opera). Samo Metastasiovo libreto Zmatku na Parnasu je žánrově označeno jako festa teatrale (skromnějším ekvivalentem je azione teatrale), což označuje příležitostné, většinou oslavné krátké (jednoaktové) hudebně-dramatické dílo zpravidla na alegorický námět. Myslivečkův Zmatek na Parnasu je jednoznačně dílem určeným ke scénickému provozování. Tvoří jej 16 čísel: vedle hudebně samostatné třívěté předehry v G dur jsou to recitativy a šesti árií pro čtyři postavy (dvě pro Apollóna, dvě pro Melpomené a po jedné pro Euterpé a Erató), celá scéna je ukončena krátkým sborem všech čtyř protagonistů v pochodovém rytmu.

## Vznik a historie díla
Libreto Zmatku na Parnasu napsal vídeňský dvorní básník Pietro Metastasio v prosinci roku 1764 na oslavu druhého sňatku budoucího císaře Josefa II. s bavorskou princeznou Marií Josefou. Hudbu složil Christoph Willibald Gluck a tato festa teatrale byla poprvé provedena 19. ledna 1765; účinkovaly v ní i děti Marie Terezie. Libreto obsahuje odkaz na Josefa (augusto Giuseppe) i jeho bavorskou nevěstu (la più lucida stella della bavora reggia), jakož i na řeku Dunaj (Istra).
Není známo, jak se Mysliveček k této látce dostal. Jedná se o námět příležitostný a vhodný k aktualizaci, Myslivečkovo zhudebnění však pracuje zcela s původním libretem, proto není jasné, k jaké příležitosti a pro jakého objednatele bylo napsáno. Rovněž jeho datace není jasná. Podle prostšího typu zhudebnění se má za to, že chronologicky předchází propracovanější kantátě Alceste e Fileno (rovněž nedatované) a možná i prvním operám seria Semiramis znovu poznaná (1766) a Bellerofontés (1767). D. E. Freeman (viz "Literatura") a s odvoláním na něj S. Bohadlo ji umisťují do let 1765-67. Datace do roku 1762 je v rozporu s datem vzniku libreta. Ztotožnění Zmatku na Parnasu s neznámou Myslivečkovou operou dávanou v Parmě roku 1765, kterou uvádí Myslivečkův první životopisec František Martin Pelcl, pochází od M. S. Šagiňanové a bylo převzato R. Pečmanem, nelze je ale doložit.
Zmatek na Parnasu tedy vznikl nejspíše v Itálii (kde se zachoval i opis partitury v Biblioteca di S. Cecilia, Řím) v letech 1765-1767 a byl pravděpodobně přivezen do Prahy při Myslivečkově návštěvě na počátku roku 1768. Jeho soudobé provedení ať už v Itálii nebo v Praze je pravděpodobné, ale není doloženo. Naopak se opis dostal do cisterciáckého kláštera v Oseku (patrně přes Zbraslavský klášter, se kterým měl Mysliveček blízké vztahy – roku 1763 od něj získal půjčku na svou první cestu do Itálie). V tomto klášteře lze doložit řadu představení Zmatek na Parnasu na počest jednotlivých opatů, kterým byla přizpůsobována dedikace obsažená v libretu. Libreto se zachovalo rovněž v zámecké knihovně v Mnichově Hradišti.
Zmatek na Parnasu byl předmětem odborného zájmu od konce 60. let 20. století a v nedávné době byl konečně i uveden. První provedení – koncertní – mělo premiéru 2. července 1999 v zámeckém divadélku v Litomyšli v rámci festivalu Smetanova Litomyšl. Obsazení bylo: Melpomené: Eva Charvátová, Euterpé – Věra Nováková, Erató – Lenka Šmídová, Apollón – Miroslav Švejda, Pražský smyčcový orchestr řídil Přemysl Charvát. Plně scénickou novodobou premiéru měl Zmatek na Parnasu 25. června 2010 v zámeckém divadle v Českém Krumlově v rámci Festivalu komorní hudby Český Krumlov. Obsazení bylo: Melpomené: Irena Troupová, Euterpé – Eva Müllerová, Erató – Markéta Cukrová, Apollón – Ondřej Šmíd, soubor Capella Regia řídil Robert Hugo.

## Osoby
- Melpomené, Múza tragédie (soprán)
- Euterpé, Múza hudby (soprán)
- Erató, Múza milostné poezie (mezzosoprán/alt)
- Apollón (tenor)

## Děj
Posvátný háj na hoře Parnasu, na jejímž vrcholu sídlí oř Pegas, který svým kopytem prorazil pramen umělecké inspirace Hippokrené. V popředí je vídět zahálející Múzy Melpomené, Euterpé a Erató, ostatní Múzy jsou v pozadí. Z odpočinku jsou vyrušeny spěchajícím bohem Apollónem, který jim přináší zprávu o událostí olympského významu, totiž sňatku Josefa II. s Marií Josefou Bavorskou. Účast Múz je vyžadována k obřadu, který se má slavit již příštího rána. Múzy jsou krátkou lhůtou vyděšeny; jejich pocity shrnuje Melpomené v árii In un mar che non ha sponde. Apollón je upokojí vyslovením své důvěry a vyzývá je k přípravě (árie In fronte a voi risplende). Melpomené, příslušná pro tragické básnictví, odchází do lesa hledat inspiraci v meditaci, zatímco Euterpé a Erató se škádlí o své nástroje, které se rozhodnou vyměnit – Erató si od Euterpé vypůjčí její loutnu a zpívá milostnou árii Di questa cetra in seno, výměnou nabízí svou flétnu.
Melpomené se vrací s několika náměty slavných sňatků, které její družky zamítnou jakožto ohrané. Svůj talent nyní předvádí Euterpé v árii Fin là dove l'aurora. Následující poklidnou konverzaci vyruší opět Apollón, který pobízí Múzy, aby se rychle vypravily k Dunaji ke svatebnímu obřadu, který právě probíhá. Múzy propadají panice; nejsou ještě vůbec připraveny a tuší fiasko (árie Melpomené Sacre piante, amico rio). Apollón je však znovu uklidňuje: až uvidí na svatební slavnosti tolik vznešenosti, slávy, svornosti, víry, zbožnosti, nevinnosti atd., inspirace se nepochybně dostaví (árie Vi scuseranno assai). Kromě toho, kdo by chtěl takovou slavnost zmeškat? Všichni se tedy vypravují na cestu (závěrečný ansámbl Nel mirar solo i sembianti).